# Київська гавань
Київська гавань розташована на правому березі Дніпра в межах міста Київ. Обмежена сучасними вулицями Набережно-Хрещатицька, Набережно-Лугова, Електриків та Рибальським островом та також вулицею Гаванська.

## Історія
За часів Київської Русі за гавань Києву правило гирло річки Почайна, яка тоді протікала поруч зі Старокиївською горою паралельно Дніпру, відокремлювалася від нього піщаною косою, і зливалася з Дніпром нижче урочища Хрещатик.
У гирлі Почайни було влаштовано дерев'яні кліті, до яких причалювали («притикали») баржі, тому це місце називали «Притика». Пристань була однією з найважливіших на водному шляху «з варяг у греки».
Близько 1712 року в косі між Почайною та Дніпром прямо до «Притики» було прокопано судноплавний канал, що мав скоротити шлях суден навкруги цієї коси. Згодом цей канал розмило, і піщану косу врешті-решт було знесено Дніпром під час повені 1829 року.
У листопаді 1896 року Міською думою та правлінням Київського округу шляхів сполучення було прийнято рішення організувати в Олександрівській гавані пароплавні ремонтні майстерні та елінги (нині — «Київський суднобудівно-судноремонтний завод»).
У 1897—1899 роках за проєктом інженера Миколи Максимовича в середній частині русла Почайни, яка тоді являла собою невелику затоку, було проведено масштабні гідротехнічні роботи з влаштування нової гавані Київського річкового порту. Її довжина сягала 2 км, ширина — від 180 до 240 м.
За радянських часів почалося розширення Гавані в бік Оболоні. Було підсипано та укріплено береги Рибальського острова. Наприкінці 1930-х років було реконструйовано верфі заводу «Кузня на Рибальському» (тодішня назва — «Ленінська кузня»).
23 вересня 1963 року через Гавань було відкрито Рибальський вантовий міст, котрий забезпечив прямий автомобільний і пішохідний рух між Рибальським островом і Подолом. Через аварійний стан конструкцій цього мосту на початку 1990-х років ним було припинено автомобільний рух, а 2 лютого 2009 року Рибальський вантовий міст було взагалі закрито.

## Сучасність
Впродовж 2005—2010 років у місці, де Гавань сполучається з Дніпром, було споруджено новий Гаванський міст, що з'єднує Набережно-Хрещатицьку вулицю з Набережно-Рибальською дорогою.